# Technisch-Literarische Gesellschaft
Die Technisch-Literarische Gesellschaft (TELI) ist eine Journalistenvereinigung für technisch-wissenschaftliche Publizistik. Der eingetragene Verein mit Sitz in Berlin setzt sich für die Verbreitung wissenschaftlicher und technischer Berichterstattung in sachlicher Form ein.
Die TELI ist auch Gründungsmitglied der Europäischen Union der Wissenschaftsjournalistischen Vereinigungen EUSJA (European Union of Science Journalists’ Associations), die 1971 ins Leben gerufen wurde.
Am 11. Januar 1929 gründeten 32 Technikjournalisten aus Zeitungsredaktionen und aus den literarischen Abteilungen von Siemens, AEG und Telefunken in Berlin die „Technisch-Literarische Gesellschaft“. Zu den Gründungsmitgliedern gehörten unter anderem Siegfried Hartmann, der eigentliche Spiritus Rector der TELI, damals technischer Journalist bei der Deutschen Allgemeinen Zeitung (DAZ), und Hans Dominik, Pionier der technischen Berichterstattung und Autor viel gelesener utopischer Romane. Anliegen dieser Gruppe war es, die technische Berichterstattung in den Tageszeitungen zu professionalisieren und unabhängiger vom Werbeteil zu machen. Die TELI-Mitglieder waren meist Absolventen der TH; es gab gemeinsame Veranstaltungen mit Experten der Hochschule. Nach dem Krieg gründete sich die TELI 1952 aus weit verstreuten Mitgliedern neu. Sie pflegte institutionell und persönlich die Beziehungen zur TU Berlin. Es gingen viele bedeutende Technikjournalisten aus ihr hervor. Nach 1990 sorgte die Vereinigung der Technikjournalisten aus Ost und West zu einer neuen Blüte der TELI in Berlin. Die TELI ist inzwischen eine von vielen Fachvereinigungen innerhalb des Wissenschaftsjournalismus.
Zweck der Gesellschaft ist es, zur Entwicklung und Verbreitung der unabhängigen technisch-wissenschaftlichen Publizistik in der Öffentlichkeit und damit zur Förderung von Wissenschaft, Forschung und Bildung beizutragen. Der TELI gehören Journalisten an, die hauptberuflich für Medien aller Art als Redakteure bzw. generell als Urheber tätig sind.